# Protaleuron rhodogaster
Protaleuron rhodogaster är en fjärilsart som beskrevs av Rothschild och Jordan 1903. Protaleuron rhodogaster ingår i släktet Protaleuron och familjen svärmare. Inga underarter finns listade i Catalogue of Life.